# Heracleum humile
Heracleum humile är en flockblommig växtart som beskrevs av James Edward Smith. Heracleum humile ingår i släktet lokor, och familjen flockblommiga växter. Inga underarter finns listade i Catalogue of Life.